# Roisin
Roisin is een dorp in de Belgische provincie Henegouwen en een deelgemeente van de Waalse gemeente Honnelles.
Roisin is de grootste deelgemeente van Honnelles en beslaat het volledig zuidwestelijk stuk van het grondgebied van de gemeente. De deelgemeente grens in het westen, zuiden, en oosten aan Frankrijk. In Roisin ligt ook het dorp Meaurain. Op de grens met Angre ligt le Caillou-qui-Bique. 

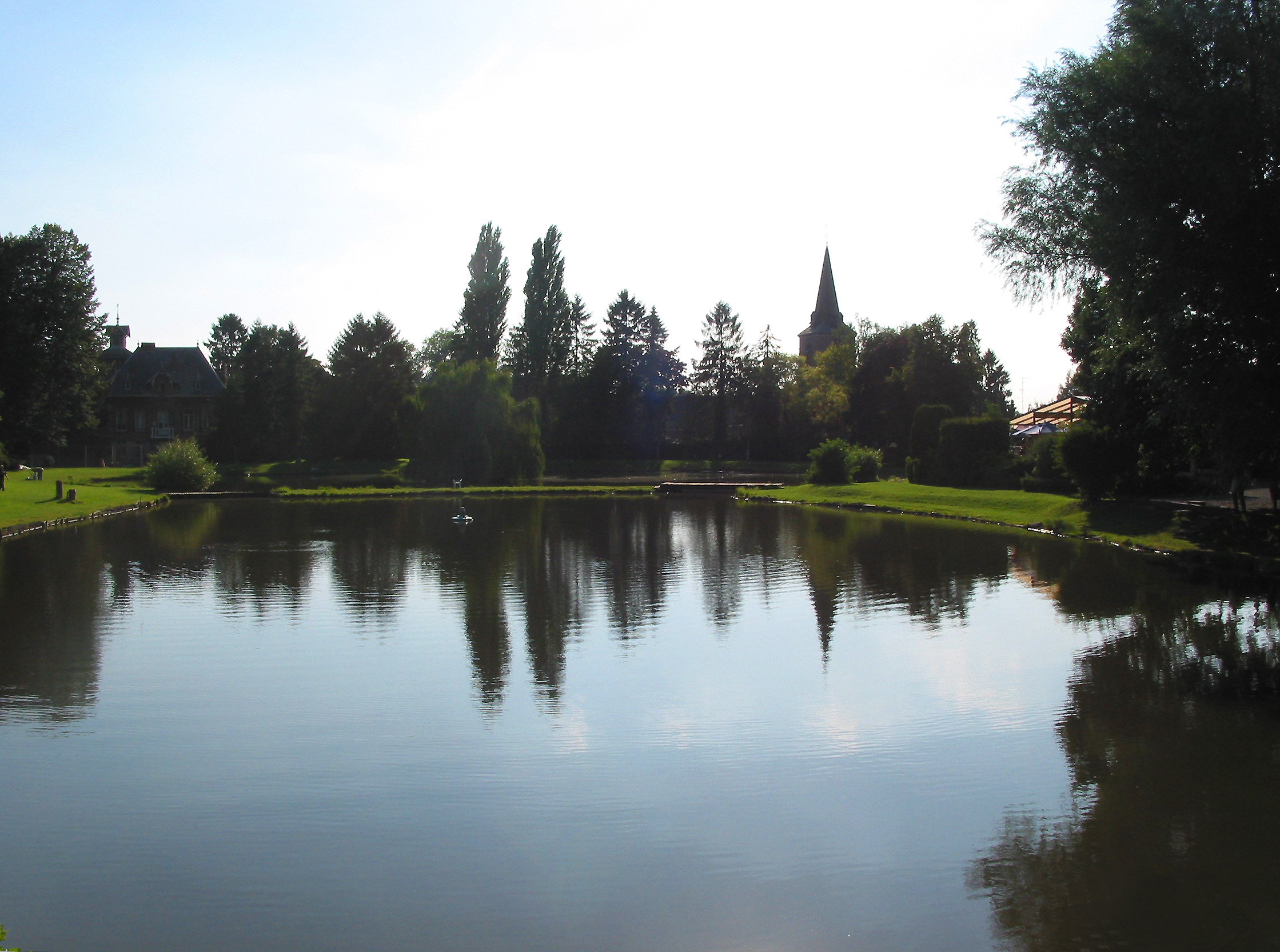
De kasteelvijver en het dorp

## Geschiedenis
Tot in de middeleeuwen zou Roisin afhankelijk geweest zijn van Meaurain. Daarna keerden de rollen zich om. Roisin groeide uit en Meaurain werd als gehucht afhankelijk van Roisin.
Roisin was een zelfstandige gemeente tot de gemeentelijke fusies van 1977, toen het met negen andere gemeenten een deelgemeente werd van de nieuwe fusiegemeente Honnelles.

## Bezienswaardigheden
- De Église Saint-Brice
- De bijgebouwen van het voormalige kasteel van Roisin, beschermd als monument in 1990
- De Espace Muséal Verhaeren, een museum gewijd aan dichter Émile Verhaeren

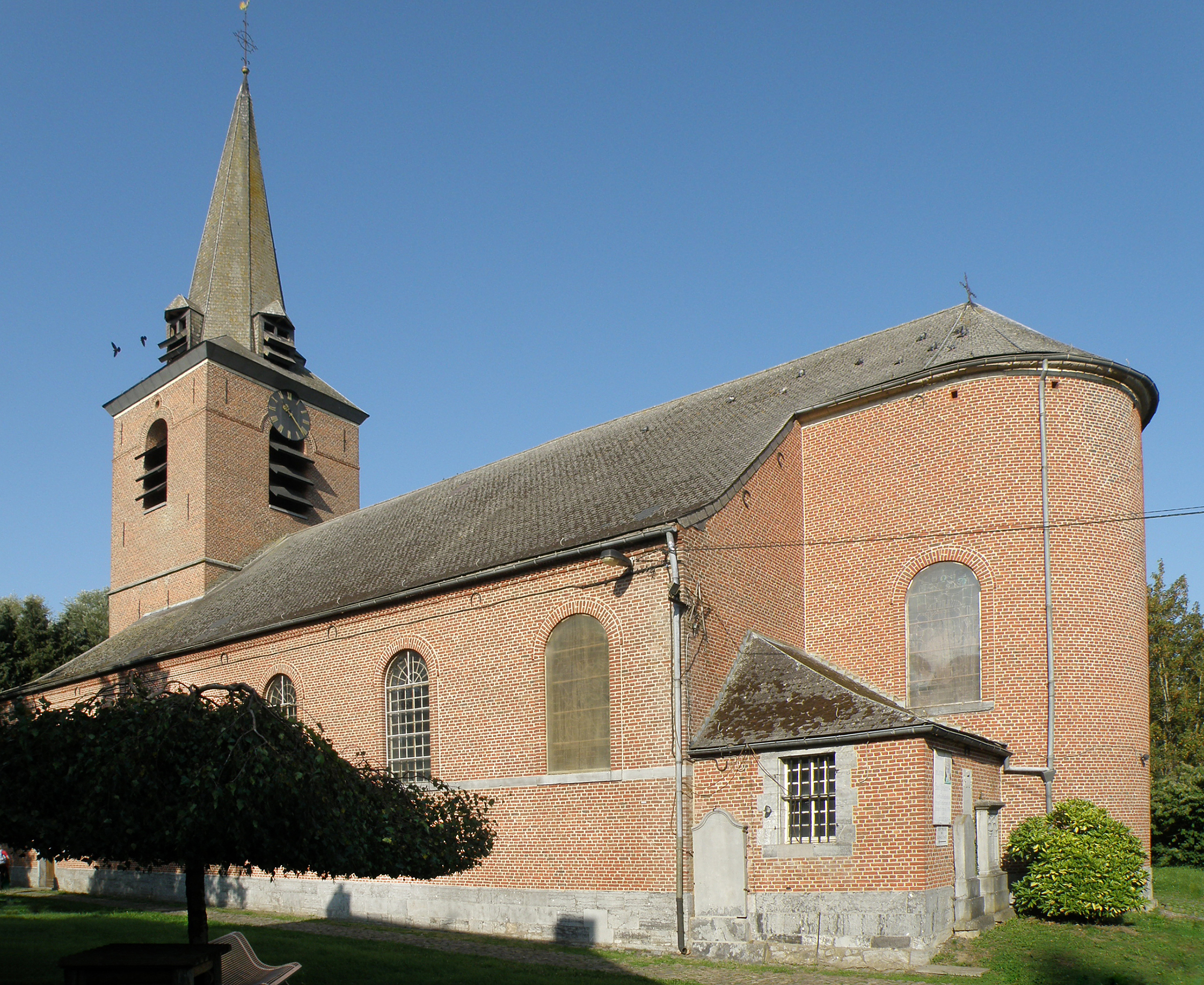
Église Saint-Brice
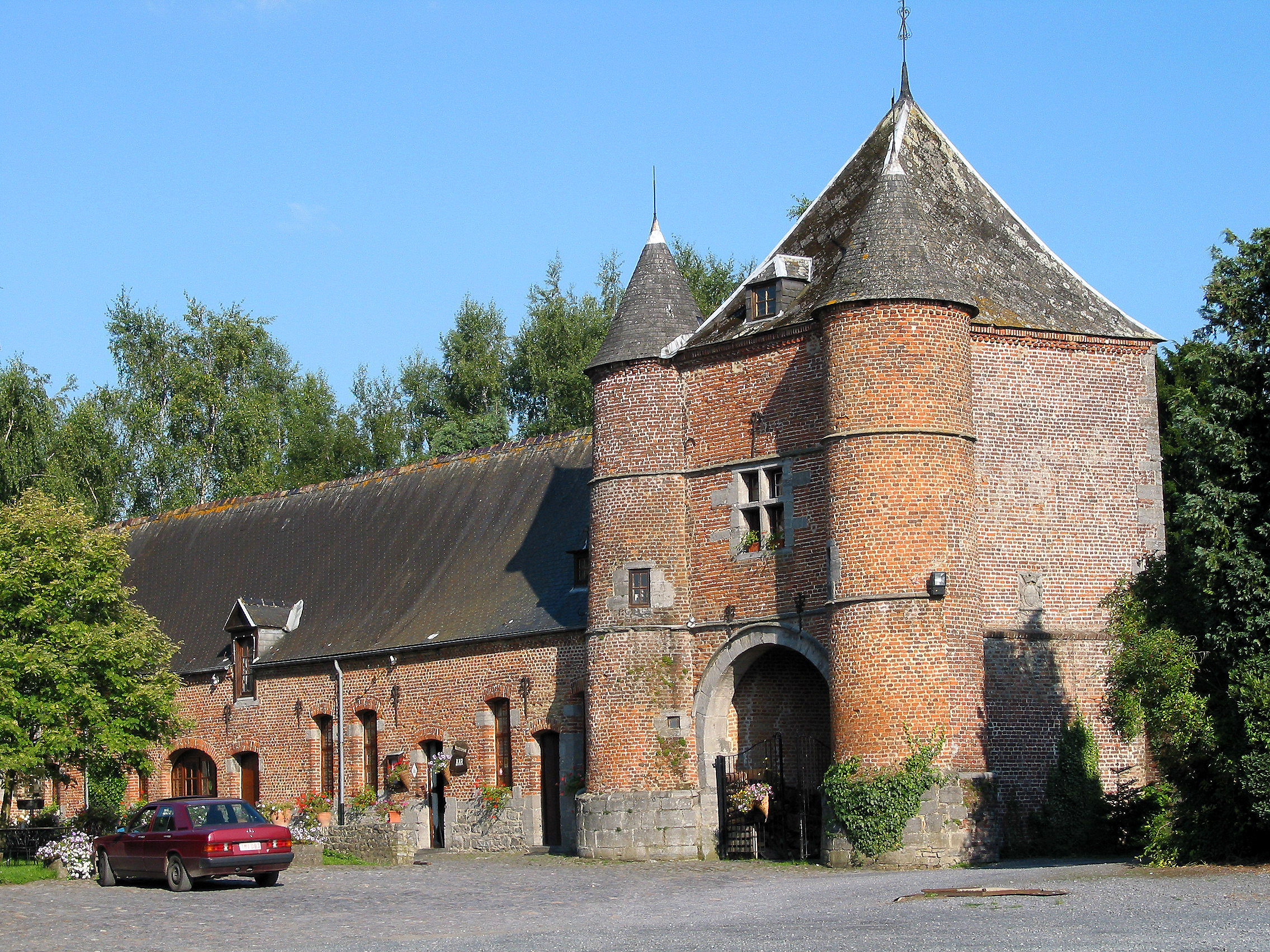
Kasteel van Roisin

## Demografische ontwikkeling
- Bronnen:NIS, Opm:1831 tot en met 1970=volkstellingen, 1976= inwoneraantal op 31 december

## Verkeer en vervoer
In het oosten van Roisin stond het station Roisin-Autreppe langs spoorlijn 98A (van Dour, via Roisin, naar Frankrijk).

## Sport
De helling van de Grande Honnelle richting Honnelles langs de Rue de la Vallée werd opgenomen als Côte de la Caillou qui Bique in de COTACOL-encyclopedie met Belgische beklimmingen in het wielrennen.

## Bekende personen
- Émile Verhaeren, Belgische dichter die begin 20ste eeuw, tot voor de Eerste Wereldoorlog, jaarlijks enkele maanden in Roisin verbleef